# ماراتکسی
ماراتکسی (به اسپانیایی: Marratxí) یک شهرستان در اسپانیا است که در Raiguer واقع شده‌است.

## خصوصیات
ماراتکسی ۵۴ کیلومترمربع مساحت و ۲۸٬۲۳۷ نفر جمعیت دارد.